# JMaki
jMaki est un framework AJAX qui a la particularité d'utiliser le glisser-déposer pour facilement créer des applications web en JavaScript en utilisant Java, PHP, et Phobos. Il fonctionne avec l'environnement de développement intégré Netbeans ou Eclipse, et via Catalina, le conteneur de servlet de Tomcat. Il est disponible sous licence BSD.
Il utilise les widgets présents dans d'autres framework tel Dojo, Script.aculo.us, Yahoo!, widgets RSS et de chat et encapsule le tout dans des tags JSP 2.0 ou JSF 1.1, pour le traiter comme du code Java.

## Histoire
Sun Microsystems a dévoilé jMaki lors de la conférence Ajax Experience 2006 (Ajaxian) :
"jMaki is a lightweight, client/server framework for creating JavaScript-centric Web 2.0 applications. You can use jMaki when developing with PHP, Portlets, Facelets, Java, and JavaScript."

## Caractéristiques fonctionnelles
Il crée à la fois un en tête ainsi qu'un code. Le widget est immédiatement visible en rechargeant la page depuis le navigateur. Les propriétés sont accessibles depuis le bouton jMaki.